# Bengt Tollesson
Bengt Axel Tollesson, född den 11 maj 1957 i Vasa församling i Göteborg, är en svensk lärare och författare.
Tollesson är mest känd för boken Berättelsen om Taur som gavs ut 2014, och som delvis är baserad på författarens egna erfarenheter som högstadielärare på högstadiet i Gårdsten i Göteborg under 1980- och 1990-talen.
2015 nominerades han till Barnens romanpris i Sveriges Radio.